# Cenderawasih Pos
Cenderawasih Pos – indonezyjski dziennik z siedzibą w Jayapurze, będący zarazem pierwszą gazetą wydawaną w indonezyjskiej części Nowej Gwinei.
Pismo zostało założone w 1962 roku pod nazwą SKM Cenderawasih. Pierwotnie funkcjonowało jako tygodnik. W 1993 roku stało się częścią grupy Jawa Pos.
Z pismem powiązany jest portal internetowy Cepos Online.